# (3105) Штумпфф
(3105) Штумпфф  (нем. Stumpff) — астероид главного пояса, который был обнаружен 8 августа 1907 года германским астрономом Августом Копффом в обсерватории Хайдельберг и назван в честь другого немецкого астронома Карла Штумпффа.

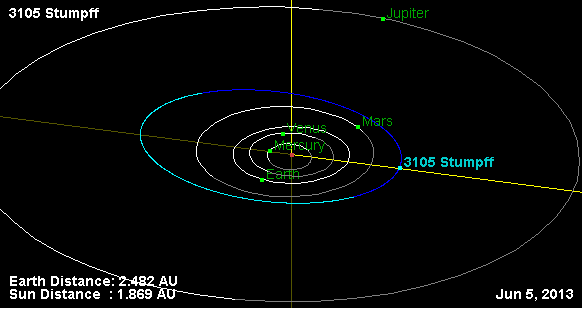
Орбита астероида Штумпфф и его положение в Солнечной системе